# Christoph Höhne
Christoph Höhne (Borsdorf, 12 de fevereiro de 1941) é um ex-atleta alemão, campeão olímpico da marcha atlética.
Participante de três Jogos Olímpicos, um pela Equipe Unificada Alemã (Tóquio 1964) e dois pela Alemanha Oriental (Cidade do México 1968 e Munique 1972), conquistou a medalha de ouro na marcha de 50 km dos Jogos Olímpicos da Cidade do México, cruzando a linha de chegada dez minutos à frente do segundo colocado, a maior margem de diferença na história desta prova em Olimpíadas.
Höhne também venceu a prova nos campeonatos europeus de 1969 e 1974 e a Copa do Mundo de Marcha Atlética em 1965, 1967 e 1970.
Após encerrar a carreira esportiva, ele estudou fotografia e tornou-se um conhecido e respeitado fotógrafo esportivo na Alemanha Oriental, recebendo diversos prêmios por seus trabalhos.